# Glencat Sike
Der Glencat Sike ist ein Wasserlauf in Dumfries and Galloway, Schottland. Er entsteht südlich des Dod Fell und fließt in südöstlicher Richtung bis zu seiner Mündung in das Stennies Water.